# SZA
Solána Imani Rowe (St. Louis, 8 de novembro de 1989), conhecida profissionalmente como SZA (em inglês: SIZ-ə; romaniz.: [ˈsɪzə]), é uma cantora e compositora estadunidense. Conhecida por suas letras diarísticas e explorações de gênero, ela foi considerada uma figura proeminente pela sua influência no R&B contemporâneo e na popularização do R&B alternativo.
SZA atraiu a atenção pela primeira vez com seus EPs (extended plays) independentes See.SZA.Run (2012) e S (2013). Esses projetos a levaram a assinar com a Top Dawg Entertainment em 2013, pela qual lançou seu terceiro EP, Z (2014). Seu álbum de estreia, Ctrl (2017), com influências de R&B alternativo, foi um sucesso de crítica e público. Recebeu quatro indicações ao Grammy Awards de 2018 e tornou-se o segundo álbum feminino de R&B a passar mais tempo na Billboard 200. Seu dueto com Kendrick Lamar, "All the Stars" (2018), lhe rendeu indicações ao Golden Globes e ao Óscar na categoria de Melhor Canção Original. Sua parceria com Doja Cat em "Kiss Me More" (2021) estabeleceu o recorde de colaboração feminina com o maior tempo de permanência no top dez da história dos Estados Unidos e rendeu a elas seu primeiro prêmio Grammy.
SZA experimentou com múltiplos gêneros, incluindo rock, hip-hop e pop, em seu segundo álbum de estúdio, SOS (2022). O projeto passou trezes semanas na liderança da Billboard 200, quebrou vários recordes nas paradas musicais e conquistou a maior semana de streams de um álbum de R&B nos Estados Unidos. O álbum apresentou os sucessos "Kill Bill" e "Snooze", ambas as quais estiveram entre as canções mais vendidas de 2023, alcançado a primeira e a segunda posições da Billboard Hot 100, respectivamente. O relançamento do álbum, Lana (2024), produziu as canções "Saturn" e "30 for 30", que alcançaram o top dez do gráfico estadunidense. Nesse mesmo ano, SZA colaborou com Lamar no single "Luther", que liderou a Billboard Hot 100 por treze semanas e se tornou sua canção que passou mais semanas no topo da tabela.
SZA recebeu vários reconhecimentos ao longo de sua carreira, incluindo cinco Grammy Awards, um Brit Award, um American Music Award, um Guild of Music Supervisors Award e dois prêmios da Billboard Women in Music, incluindo Mulher do Ano. Ela co-escreveu canções para artistas como Nicki Minaj, Beyoncé, Travis Scott, Schoolboy Q e Rihanna.. Em 2024, ela recebeu o prêmio Hal David Starlight do Songwriters Hall of Fame.

## Início e vida pessoal
Solána Imani Rowe nasceu em 8 de novembro de 1989 em St. Louis, Missouri e foi criada em Maplewood, Nova Jersey. Seu pai era produtor executivo da CNN, enquanto sua mãe era executiva da AT&T. Solána tem uma meia-irmã mais velha, Panya Jamila, e um irmão mais velho, Daniel, também conhecido como Manhattan, um rapper. Sua mãe é cristã e seu pai é muçulmano. Ela foi criada como muçulmana e continua a seguir o Islã.
Ela frequentava uma escola preparatória muçulmana todos os dias após sua escola regular. Devido aos ataques de 11 de setembro, Solána sofreu bullying na 7ª série, levando-a a parar de usar seu hijabe. Solána frequentou a Columbia High School, onde ela era ativa em esportes, incluindo ginástica e animadora de torcida. Depois de se formar no ensino médio em 2008, Solána mais tarde foi para três faculdades separadas, finalmente se estabelecendo na Universidade do Estado de Delaware para estudar Biologia Marinha. Ela acabou desistindo no seu último semestre, imediatamente assumindo empregos aleatórios, a fim de ganhar dinheiro. Solána formou seu nome artístico a partir do Alfabeto Supremo, tendo influência do rapper RZA, do Wu-Tang Clan. As duas últimas letras em seu nome representam Zig-Zag e Alá, enquanto a primeira letra S pode significar salvador ou soberano.

## Carreira

### Início

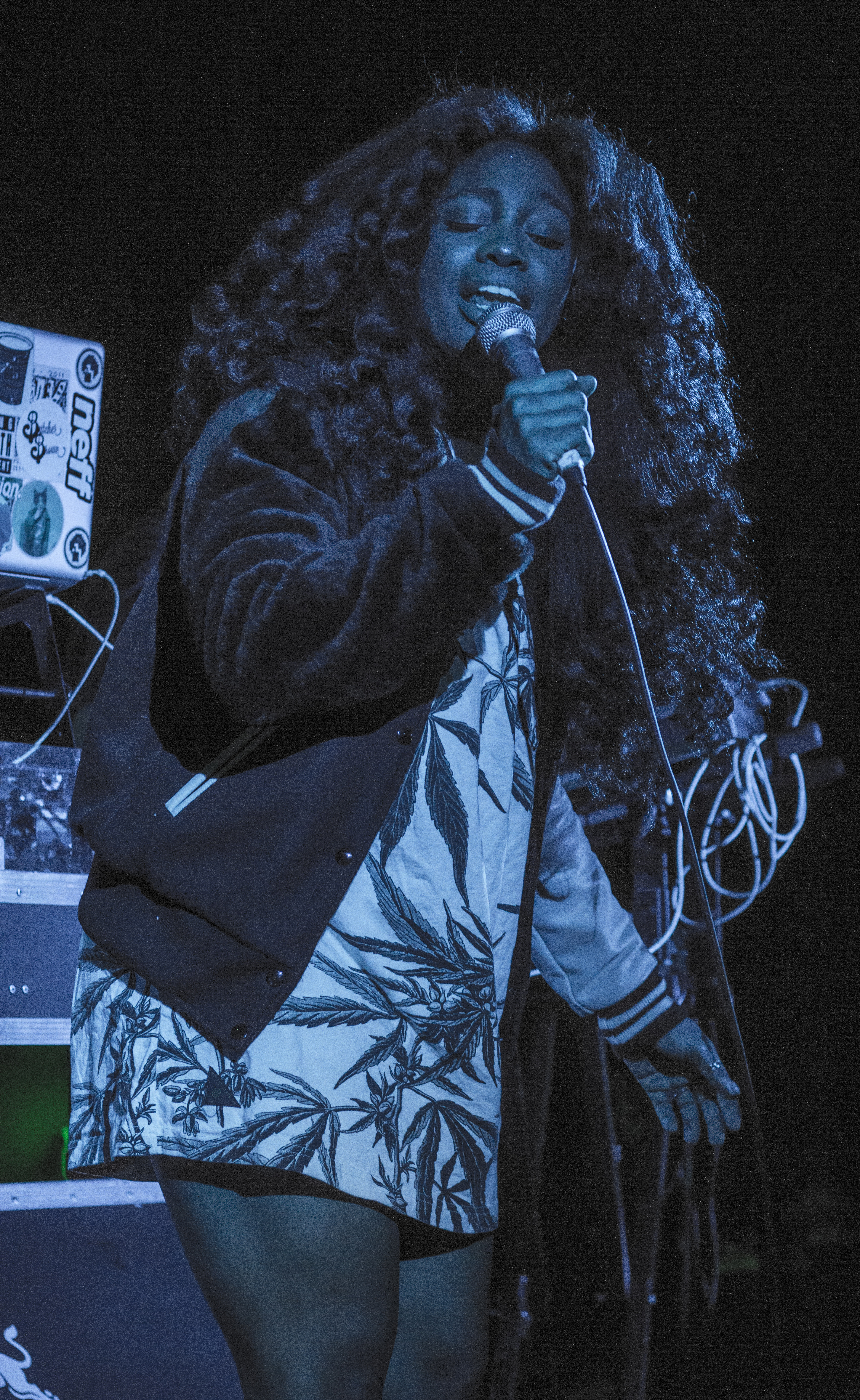
SZA se apresentando em 2013

Em outubro de 2012, Rowe lançou sua mixtape de estreia intitulada See.SZA.Run. Em abril de 2013 continuou seus trabalhos lançando sua segunda mixtape, intitulada S. Em julho de 2013, foi anunciado que Rowe havia assinado com a gravadora de hip-hop Top Dawg Entertainment, na qual ela lançou em abril de 2014 sua extended play (EP) de estreia, intitulada Z. No mesmo ano, ela co-escreveu "Feeling Myself"  com Nicki Minaj e Beyoncé. Em 2016, ela foi destaque na música "Consideration", de Rihanna.

### Ctrl
Nos anos seguintes, SZA entrou em hiato no mundo musical preparando seu álbum de estreia, intitulado Ctrl, lançado em 9 de junho de 2017, com aclamação universal dos críticos de música. O álbum estreou na terceira posição na parada Billboard Top 200 e emplacou certificados de platina pelos singles "The Weekend" e "Love Galore", que apresenta rapper Travis Scott. O Ctrl recebeu várias indicações aos prêmios Grammy, incluindo o de Melhor Álbum Urbano Contemporâneo. Tornou-se o segundo álbum de R&B mais longo de uma mulher na história a permanecer na Billboard 200, sendo certificado em platina tripla pela RIAA. No 60º Grammy Awards, o álbum lhe rendeu quatro indicações, incluindo Melhor Artista Revelação. Mais tarde, Ctrl foi colocado na lista dos 500 Maiores Álbuns de Todos os Tempos da Rolling Stone (2020). Em agosto de 2017, ela foi destaque no single "What Lovers Do" do Maroon 5. No ano seguinte, ela foi indicada ao Globo de Ouro e ao Oscar de Melhor Canção Original por sua colaboração com Kendrick Lamar em "All the Stars" trilha sonora do filme Pantera Negra.

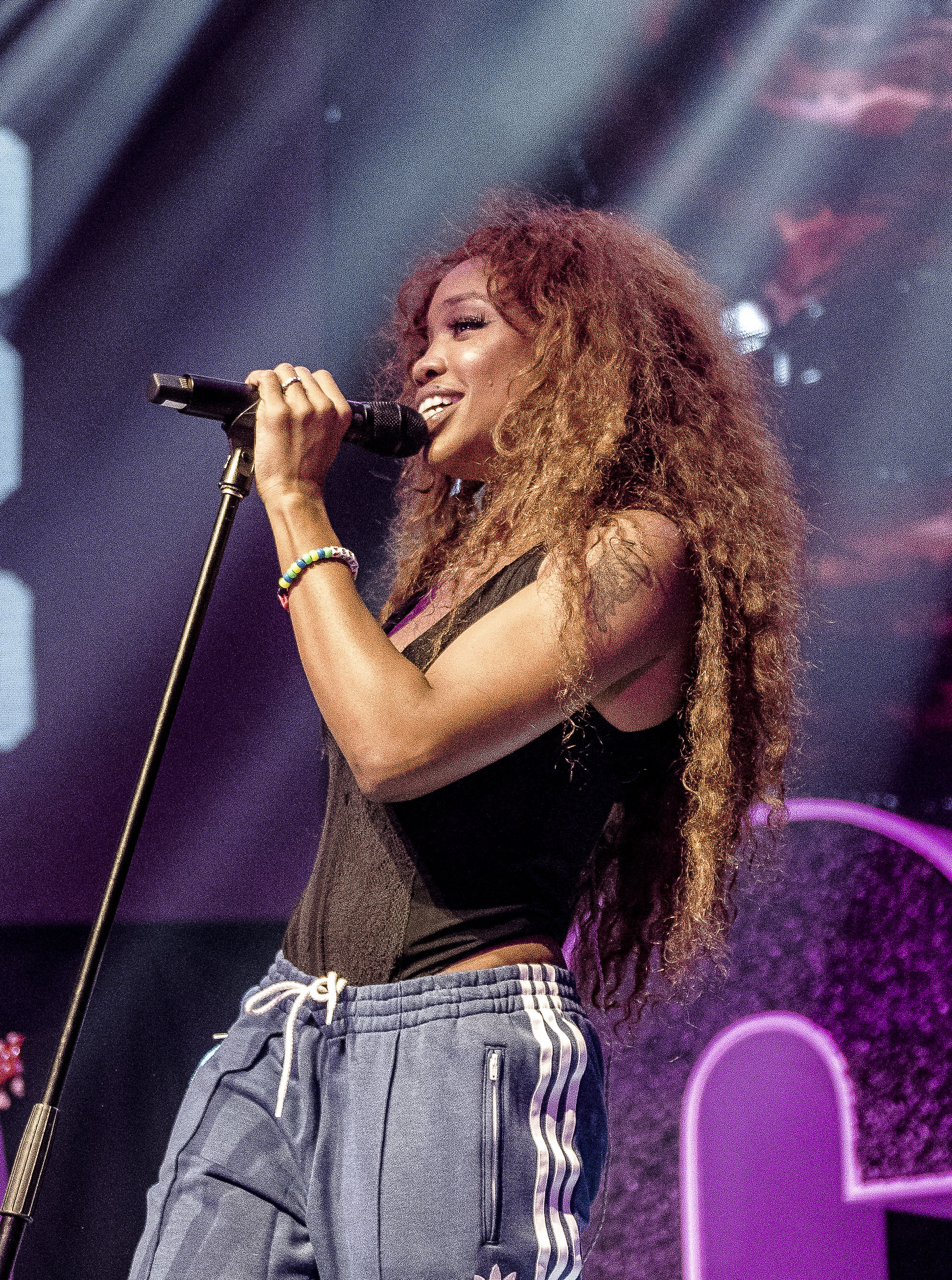
SZA se apresentando em Toronto em agosto de 2017

SZA voltou com seu primeiro lançamento como artista principal desde 2017 em 4 de setembro de 2020, com "Hit Different", com participação de Ty Dolla Sign, e produção do The Neptunes. Em 2020, lançou o single "Good Days", no ano seguinte, foi lançada "I Hate U" e "Kiss Me More", com Doja Cat, todos os três singles alcançaram o top dez na Billboard Hot 100 em 2021, com o último quebrando o recorde de colaboração feminina mais longa dentro do top dez, e ganhando o Grammy Award de Melhor Performance de Dupla/Grupo Pop. Uma colaboração muito esperada de SZA com Summer Walker, "No Love" foi finalmente lançada em 5 de novembro de 2021.

### SOS
O segundo álbum de SZA, SOS (2022), alcançou o número um na Billboard 200, quebrando o recorde de maior semana de streaming de todos os tempos para um álbum de R&B, tornando-se o álbum feminino número um mais longo da década e o primeiro álbum de R&B a passar suas primeiras sete semanas no topo da parada desde Whitney Houston (1987). O single do álbum "Kill Bill" se tornou o primeiro hit número um de SZA na Billboard Hot 100 e na Billboard Global 200, enquanto "Nobody Gets Me" chegou ao top dez. Para promover o álbum, SZA embarcou em uma turnê em 2023 – a SOS Tour.A turnê consistiu em 54 shows na América do Norte e Europa, e Omar Apollo e Raye serviram como os atos de abertura.

## Características musicais

### Estilo musical e Influências
SZA é uma cantora de neo-soul, cuja música é sonoramente descrita como R&B alternativo, com elemento de soul, hip-hop, R&B minimalista, cloud rap, witch house e chillwave. As letras de Rowe são descritas como "desenroladas", que giram em torno de temas de sexualidade, nostalgia e abandono. Junto com sua música, a imagem de SZA tem sido comparada aos artistas neo-soul Lauryn Hill e Erykah Badu.
SZA ouve Ella Fitzgerald para influência vocal, e disse que Lauryn Hill é uma de suas influências pessoais.  SZA expressou admiração pela cantora Ashanti, citando-a como uma grande inspiração e alguém que ela ama desde a infância. Durante o MTV Video Music Awards de 2021, SZA conversou com Ashanti nos bastidores para que ela soubesse o quanto a cantora significa para ela. A interação foi flagrada pelas câmeras, já que Ashanti estava no meio de uma entrevista ao Entertainment Tonight. Durante o bate-papo, SZA lembrou de quando ficou na fila de uma livraria e esperou para conseguir o autógrafo de Ashanti. "Eu tinha aparelhos e tudo, tenho uma foto de nós juntos e sua mãe estava tipo, 'Você é tão doce!'" SZA disse. "Foi tão incrível. Eu esperaria um milhão de anos por você, pelo resto da minha vida. Você é tão incrível. Você é uma grande inspiração para mim. Você é, tipo, perfeita. Você foi perfeita, a minha vida inteira".
SZA também cita uma ampla gama de artistas musicais como influências, incluindo Meelah, Red Hot Chili Peppers, LFO, Macy Gray, Common, Björk, Jamiroquai, Wu-Tang Clan, Nas, Mos Def e Jay-Z.

### Inspirações além da música
Durante uma entrevista, SZA disse que é menos inspirada pela música e mais inspirada pela criação de arte em geral; ela olhou para pessoas que não são inclusas no mundo musical, incluindo seu "ginasta favorito, patinador de gelo, saxofonista, pintor ou diretor de cinema", continuando a dizer que se inspirou particularmente no diretor de cinema Spike Lee.  Durante uma entrevista com W, SZA falou sobre suas influências de estilo, dizendo que uma grande quantidade de sua inspiração de estilo vem de filmes, incluindo filmes de Wes Anderson, elogiando seu uso de "paleta de cores pantone" e que ela "adoraria se vestir como uma personagem de Moonrise Kingdom;ou talvez Bill Murray em The Life Aquatic."